# Taha Akgül
Taha Akgül (født 22. november 1990) er en tyrkisk bryder, der konkurrerer fristil i 120-kilosklassen. 
Han repræsenterede Tyrkiet ved sommer-OL 2012 i London, efter at have kvalificeret sig via kvalifikationen for Europa.
Han vandt guld under sommer-OL 2016 i Rio de Janeiro.
Under sommer-OL 2020 i Tokyo, som blev afholdt i 2021, tog han bronze.